# 胤榮

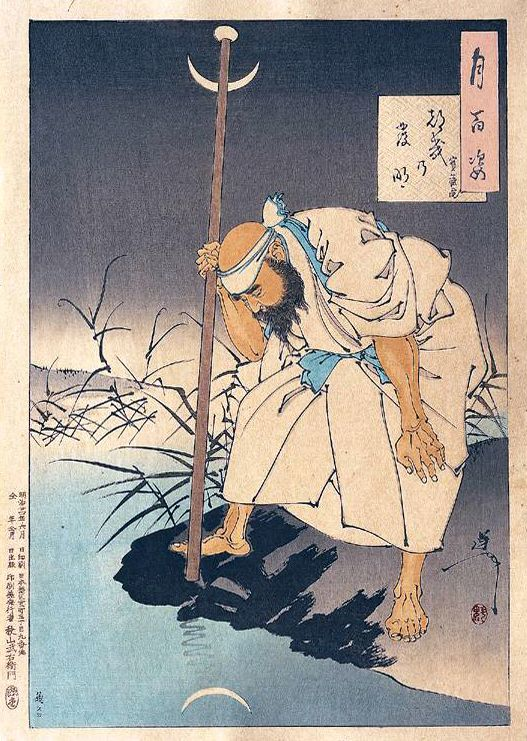
『つきの発明』（月岡芳年『月百姿』），胤榮開發出三日月形的槍

胤榮（1521年—1607年10月16日）為安土桃山時代興福寺的僧兵與武術家，別稱覺禪坊，為興福寺的子院寶藏院的院主。
當時的日本槍術的主流是以素槍為中心，胤榮則創立了使用十文字槍的寶藏院流槍術。因為受到柳生宗嚴介紹而與宗嚴一同成為上泉信綱的弟子並開始修練新陰流劍術等，曾向許多人拜師學習，但是其中明顯受到天真正伝香取神道流大西木春見強烈影響。始創比起素槍有更多樣性攻防的十文字鐮槍，對當時的槍術發展有著很大突破。
晩年意識到僧侶教人殺生的矛盾而脫離槍術，把全部武具交給弟子中村尚政，自此以僧人身份活動為主。第二代是胤舜。其他弟子有下石三正、礒野信元。

## 登場作品
- 浪人劍客（井上雄彦）

## 外部連結
- 寶藏院流槍術 （页面存档备份，存于）